# Paloma Serra Robles
Paloma Serra Robles (Figueras, Castropol, Asturias, 20 de enero de 1976) es una diplomática, poetisa y fotógrafa española. Es embajadora de España en Tanzania (desde 2025), con concurrencia en Ruanda y Burundi.

## Biografía
Paloma Serra nació en la localidad gerundense de Figueras (1976). Tras licenciarse en Derecho en la Universidad de Oviedo, en Derecho Internacional en la Universidad de Toulouse (Francia), y en Relaciones Internacionales en la Universidad Complutense de Madrid, completó su formación académica en la Escuela de Derecho y Diplomacia Fletcher (Massachusetts), e ingresó en la Carrera Diplomática (2005).
Ha estado destinado en las Embajadas de España en: Costa de Marfil, Cabo Verde, India, Sri Lanka, Maldivas, Nepal y Bután.Sudafrica y el consulado de España en Jerusalén. 
En el Ministerio de Asuntos Exteriores, Unión Europea y Cooperación - MAEUEC (Madrid) ha sido: jefa de Servicio en la Secretaría General Técnica, jefa de la Oficina de Evaluación y Prevención de la Oficina de Acción humanitaria en la AECID, consejera técnica en la Unidad de Emergencia Consular de la Dirección General de Españoles en el Exterior y Asuntos Consulares y vocal asesora en el Gabinete de la Secretaria de Estado para Iberoamérica, el Caribe y el Español en el Mundo.
Paloma es vicepresidenta de la Junta de Gobierno (2025) de la Federación de Cuerpos Superiores de la Administración (FEDECA).
En su faceta literaria, ha publicado diversos poemarios, algunos de los cuales han sido publicados en diversas antologías.

## Publicaciones

### Poemario
- "Dejar África" (Cuadernos del Laberinto, 2014).
- "Farol Fundo" (Chiado, 2014. Edición bilingüe español-portugués)
- "Poemas sin tierra" (Cuadernos del Laberinto, 2020).

### Antologías donde han publicado algunos de sus poemas
- "Rimas cifradas" (Dossoles, 2012)
- "Y lo demás es Silencio" (Chiado, 2015)
- "Breve historia de la literatura concreta" (Chiado, 2015)
- "Me gusta la Navidad" (Cuadernos del Laberinto, 2016)
- "Laberinto breve de la imaginación" (Cuadernos del Laberinto, 2021)